# Alexandre Carrier (hockey sur glace, 1996)
Pour les articles homonymes, voir Alexandre Carrier et Carrier (homonymie).
Alexandre Carrier (né le 8 octobre 1996 à Québec dans la province de Québec au Canada) est un joueur professionnel canadien de hockey sur glace. Il évolue au poste de défenseur.

## Biographie

### Carrière en club
En 2012, il commence sa carrière en junior avec les Olympiques de Gatineau dans la Ligue de hockey junior majeur du Québec. Il est choisi au cours du repêchage d'entrée dans la LNH 2015 par les Predators de Nashville au quatrième tour, en cent-quinzième position. Il passe professionnel en 2016 avec les Admirals de Milwaukee, club ferme des Predators dans la Ligue américaine de hockey.
Le 17 janvier 2017, il joue son premier match dans la Ligue nationale de hockey avec les Predators chez les Canucks de Vancouver. Le 13 mars 2021, il enregistre son premier point dans la LNH, un but face au Lightning de Tampa Bay. C'est en saison 2021-2022 qu'il s'établit comme défenseur régulier dans cette ligue.
Le 18 décembre 2024, il est échangé aux Canadiens de Montréal en retour du défenseur Justin Barron. Natif de la ville de Québec, Carrier dit que « c'est un rêve de petit gars de jouer pour le Canadien de Montréal ».
Lors de son 18e match avec les Canadiens, le défenseur québécois inscrit son premier but dans l'uniforme montréalais, le 25 janvier 2025, contre les Devils du New Jersey.

### Carrière en équipe nationale
Il représente le Canada en sélections jeunes.

## Statistiques

### En club
| Saison     | Équipe                 | Ligue      |     | Saison régulière | Saison régulière | Saison régulière | Saison régulière | Saison régulière |   | Séries éliminatoires | Séries éliminatoires | Séries éliminatoires | Séries éliminatoires | Séries éliminatoires |
| Saison     | Équipe                 | Ligue      | PJ  | B                | A                | Pts              | Pun              | PJ               | B | A                    | Pts                  | Pun                  |                      |                      |
| 2012-2013  | Olympiques de Gatineau | LHJMQ      | 50  | 2                | 5                | 7                | 28               | 9                | 1 | 0                    | 1                    | 6                    |                      |                      |
| 2013-2014  | Olympiques de Gatineau | LHJMQ      | 67  | 3                | 25               | 28               | 29               | 9                | 1 | 4                    | 5                    | 4                    |                      |                      |
| 2014-2015  | Olympiques de Gatineau | LHJMQ      | 68  | 12               | 43               | 55               | 64               | 11               | 2 | 3                    | 5                    | 18                   |                      |                      |
| 2015-2016  | Olympiques de Gatineau | LHJMQ      | 57  | 12               | 35               | 47               | 50               | 10               | 0 | 5                    | 5                    | 4                    |                      |                      |
| 2016-2017  | Admirals de Milwaukee  | LAH        | 72  | 6                | 33               | 39               | 45               | 3                | 0 | 2                    | 2                    | 0                    |                      |                      |
| 2016-2017  | Predators de Nashville | LNH        | 2   | 0                | 0                | 0                | 0                | -                | - | -                    | -                    | -                    |                      |                      |
| 2017-2018  | Admirals de Milwaukee  | LAH        | 73  | 4                | 24               | 28               | 52               | -                | - | -                    | -                    | -                    |                      |                      |
| 2018-2019  | Admirals de Milwaukee  | LAH        | 76  | 5                | 32               | 37               | 47               | 5                | 0 | 0                    | 0                    | 2                    |                      |                      |
| 2019-2020  | Predators de Nashville | LNH        | 3   | 0                | 0                | 0                | 2                | -                | - | -                    | -                    | -                    |                      |                      |
| 2019-2020  | Admirals de Milwaukee  | LAH        | 55  | 5                | 32               | 37               | 44               | -                | - | -                    | -                    | -                    |                      |                      |
| 2020-2021  | Wolves de Chicago      | LAH        | 3   | 0                | 1                | 1                | 0                | -                | - | -                    | -                    | -                    |                      |                      |
| 2020-2021  | Predators de Nashville | LNH        | 19  | 1                | 2                | 3                | 8                | 6                | 0 | 2                    | 2                    | 4                    |                      |                      |
| 2021-2022  | Predators de Nashville | LNH        | 77  | 3                | 27               | 30               | 50               | 4                | 0 | 3                    | 3                    | 2                    |                      |                      |
| 2022-2023  | Predators de Nashville | LNH        | 43  | 2                | 7                | 9                | 27               | -                | - | -                    | -                    | -                    |                      |                      |
| 2023-2024  | Predators de Nashville | LNH        | 73  | 4                | 16               | 20               | 44               | 6                | 1 | 7                    | 8                    | 6                    |                      |                      |
| 2024-2025  | Predators de Nashville | LNH        | 28  | 1                | 6                | 7                | 12               | -                | - | -                    | -                    | -                    |                      |                      |
| 2024-2025  | Canadiens de Montréal  | LNH        | 51  | 2                | 16               | 18               | 28               | 5                | 1 | 1                    | 2                    | 0                    |                      |                      |
| Totaux LNH | Totaux LNH             | Totaux LNH | 296 | 13               | 74               | 87               | 171              | 21               | 2 | 8                    | 10                   | 6                    |                      |                      |

### En équipe nationale
| Année | Équipe     | Compétition                  |   | PJ | B | A | Pts | Pun | +/-                |  | Résultat |
| 2014  | Canada U18 | Championnat du monde -18 ans | 7 | 0  | 0 | 0 | 0   | +1  | Médaille de bronze |  |          |

## Trophées et honneurs personnels

### LHJMQ
- 2014-2015 : nommé dans la deuxième équipe d'étoiles

### LAH
- 2016-2017 : participe au match des étoiles
- 2019-2020 : participe au match des étoiles

### LNH
- 2021-2022 : sélectionné dans l'équipe d'étoiles des recrues